# Salix cardiophylla
Salix cardiophylla — вид квіткових рослин із родини вербових (Salicaceae).

## Морфологічна характеристика

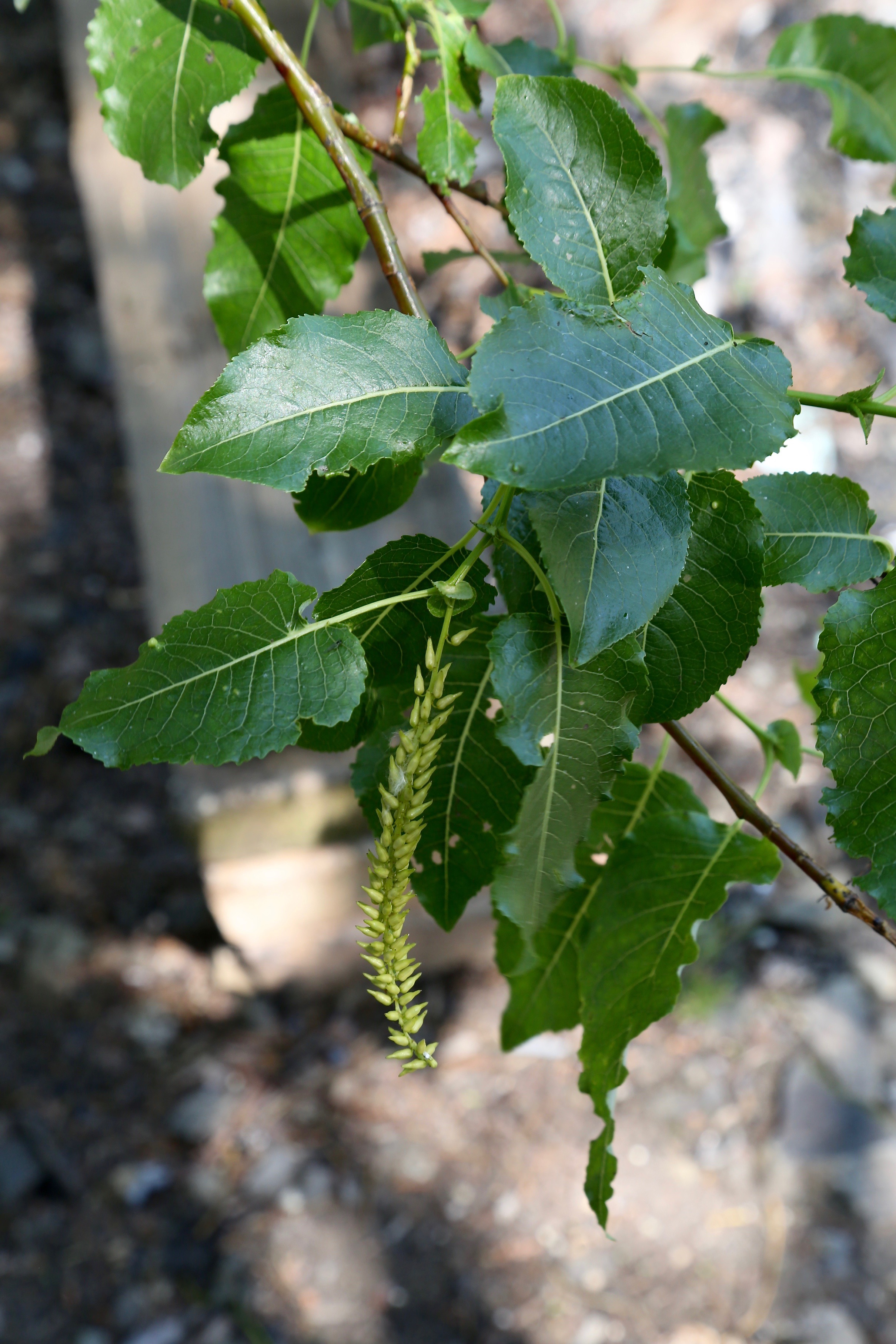

Це велике дерево з прямим стовбуром до 35 метрів заввишки та 1 метр у діаметрі.

## Середовище проживання
Китай (Хейлунцзян, Цзілінь, Ляонін); Японія; Північна й Південна Корея, Далекий Схід. Розташована в межах Pinus-Quercus лісу, а також у хмарних лісах з Abies. Росте на висотах 0–800 метрів.

## Загрози
Немає серйозних загроз.

## Використання
Використовується для отримання деревини, сірників і як нектароносна рослина.